# Надьатад
На́дьатад (венг. Nagyatád) — город в юго-западной Венгрии в медье Шомодь. Население по данным на 2004 год — 11 843 человека.

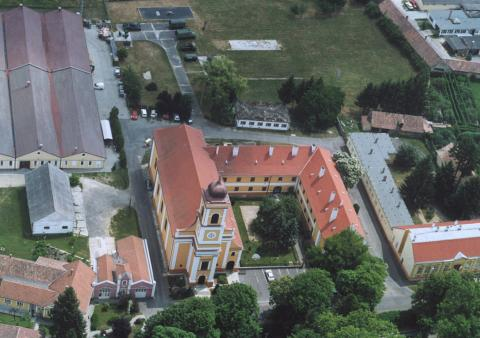

Город расположен примерно в 230 километрах к юго-западу от Будапешта. В 40 километрах к северо-западу расположен город Надьканижа, в 35 километрах к югу — Барч, а в 40 километрах к северо-востоку находится столица медье — Капошвар. В 20 километрах к юго-западу проходит граница с Хорватией, частично идущая в этом месте по реке Драва. Через город проходит автомобильная дорога Кестхей — Марцали — Надьатад — Барч. В Надьатаде есть железнодорожная станция на тупиковой ветке, ведущей в город от железнодорожной магистрали Капошвар — Копривница — Загреб.
Впервые населённый пункт с таким названием упомянут в 1190 году. В 1971 году получил статус города.
Как и многие другие города в окрестностях Балатона, Надьатад обладает комплексом купален, построенных на источниках термальных вод.
Несколько нетронутых природных ландшафтов по берегам Дравы к югу и юго-западу от городу включены в состав национального парка Дунай-Драва.

## Население
| Год  | Численность | Численность |
| ---- | ----------- | ----------- |
| 2013 | 10 921      | [ 5 ]       |
| 2014 | 10 761      | [ 6 ]       |
| 2018 | 10 212      | [ 7 ]       |
| 2021 | 9798        | [ 8 ]       |
| 2022 | 9647        | [ 9 ]       |
| 2023 | 9508        | [ 10 ]      |
| 2024 | 9333        | [ 2 ]       |

## Города-побратимы
- Крижевцы, Хорватия
- Нуслох, Германия
- Сан-Вито-аль-Тальяменто, Италия
- Тыргу-Секуйеск, Румыния